# Maud Millecamps
Maud Millecamps, née en 1982 à Charleroi (province de Hainaut), est une dessinatrice et scénariste belge de bande dessinée.

## Biographie
Maud Millecamps naît en 1982 à Charleroi. Elle obtient un diplôme de graduat spécialisé en bande dessinée à l'École supérieure des arts Saint-Luc de Liège et complète sa formation par un master en dessin à l'Académie royale des beaux-arts de Bruxelles.
Sa première publication en bande dessinée a lieu dans l'album collectif Amour et désir dans la collection « Contre-jour » aux éditions La Boîte à bulles en 2008.
Elle est présente dans le fanzine Kramix des éditions Le Lombard en 2009 et dans le no 5 intitulé Punk's not dead juste malade de septembre 2010.
El gladiator contre mango, un scénario de Jerry Frissen illustré par 38 dessinateurs dont Maud Millecamps paraît aux éditions Les Humanoïdes associés en avril 2010.
Puis en juin 2010, elle s'associe au scénariste Jean-Luc Cornette pour réaliser le roman graphique Les Gens urbains dont la mise en couleur est assurée par Béatrice Constant, publié dans la collection « Azimut » aux éditions Quadrants.
Le rédacteur en chef du site ActuaBD Charles-Louis Detournay qualifie le dessin de Maud Millecamps de « très frais, tout en paraissant faussement minimaliste. Cela permet de percer plus rapidement à jour les sentiments des divers personnages. Malgré une certaine raideur et quelques approximations dans les premières pages, l’ensemble devient rapidement très homogène, le dessin se fondant dans l’humour et la liberté de ton du propos pour donner un album aussi riche que divers, et qui porte un regard intéressant sur le mensonge et les faux-semblants. »
Elle participe encore à l'album collectif et solidaire Soleil en faveur d'Haïti aux éditions toulonnaises Soleil en décembre 2010.
Pour le Fonds social européen, elle réalise Coup de pouce sur un scénario de Rudi Miel aux côtés de Alex Tefenkgi, Vanyda et You en 2010 et trois ans plus tard, le même scénariste lui offre Sept rencontres - Sur la voie du succès avec le Fonds social européen chez le même éditeur.
Comme graphiste, illustratrice et auteur de bande dessinée, elle travaille essentiellement avec des agences sur des projets de communications didactiques ou événementiels, dans les domaines associatif, culturel et scolaire.
Elle réalise ainsi les albums de communication Bank on me et Nextstation sur des scénarios de Rudi Miel pour l'agence Let it Beev en 2012 et Je crée mon entreprise (2017) et Entreprises VS Amiante (2021) pour Idée lumineuse.
Elle publie des cahiers de jeux dans Gracq Mag, l'organe de l'association Les Cyclistes quotidiens pendant l'été 2021.
L'artiste expose des planches à Bourges dans le cadre du festival de bande dessinée Bulle Berry et au Berlaymont dans le cadre d’un travail de communication pour le Fonds social européen plus,.
Elle vit à Bruxelles en 2010,.

## Œuvres

### Publications
- Les Gens urbains[6],[7], Quadrants, coll. « Azimut », avril 2010
Scénario : Jean-Luc Cornette - Dessin : Maud Millecamps - Couleurs : Béatrice Constant -  (ISBN 978-2-302-01053-6)

- Fonds social européen

1. Coup de pouce, Scénario : Rudi Miel avec Alex Tefenkgi, Vanyda et You au dessin, Commission européenne, 2010  (ISBN 9789279169069)
2. Sept rencontres[8], Scénario : Rudi Miel, Commission européenne, 2013  (ISBN 978-92-79-30128-5),Format à l'italienne.

- Entreprises VS Amiante, Scénario : Caroline Gysen, Idées lumineuses, 2021
- (nl) Bedrijven VS Asbest[9], Scénario : Caroline Gysen, Idées lumineuses, 2021

### Collectifs
- Amour et désir, La Boîte à bulles coll. « Contre-jour », 7 février 2008
Scénario et couleurs : collectif - Dessin : collectif dont Maud Millecamps -  (ISBN 978-2-84953-058-0)
- El gladiator contre mango, Les Humanoïdes associés, Paris, avril 2010
Scénario : Jerry Frissen - Dessin : collectif dont Maud Millecamps - Couleurs : collectif
- Soleil en faveur d'Haïti, Soleil Productions, Toulon, 15 décembre 2010
Scénario et couleurs : collectif - Dessin : collectif dont Maud Millecamps -  (ISBN 9782302014916)

#### Livres
: document utilisé comme source pour la rédaction de cet article.
- Thierry Bellefroid et Jean-Marie Derscheid, « Millecamps Maud - Dessinatrice - Scénariste », dans 77 auteurs de bande dessinée en Wallonie et à Bruxelles, Bruxelles, Wallonie-Bruxelles International, 2017, 128 p., ill. (ISBN 2-930071-83-4, lire en ligne), p. 82.
- Philippe Mellot, Michel Denni, Laurent Turpin et Isabelle Morzadec, Trésors de la bande dessinée : BDM 2022-2023 - Catalogue encyclopédique & Argus, Paris, Les Arènes, novembre 2022, 1677 p., ill. ; 23 cm (ISBN 9791037507280, OCLC 1351462460, présentation en ligne), p. 540. .

#### Articles
- Charles-Louis Detournay, « Les Gens urbains - Par Jean-Luc Cornette & Maud Millecamps - Quadrants », ActuaBD,‎ 28 juin 2010 (lire en ligne, consulté le 29 mai 2023)